# Cal Quel (Torà)
Cal Quel és una casa de Torà, a la comarca del Solsonès inclosa a l'Inventari del Patrimoni Arquitectònic de Catalunya.

## Descripció
La casa de Cal Quel està ubicada en una de les vies més transitades de Torà, que es va començar a edificar a principis del segle xx. És un edifici de dues plantes amb golfa.

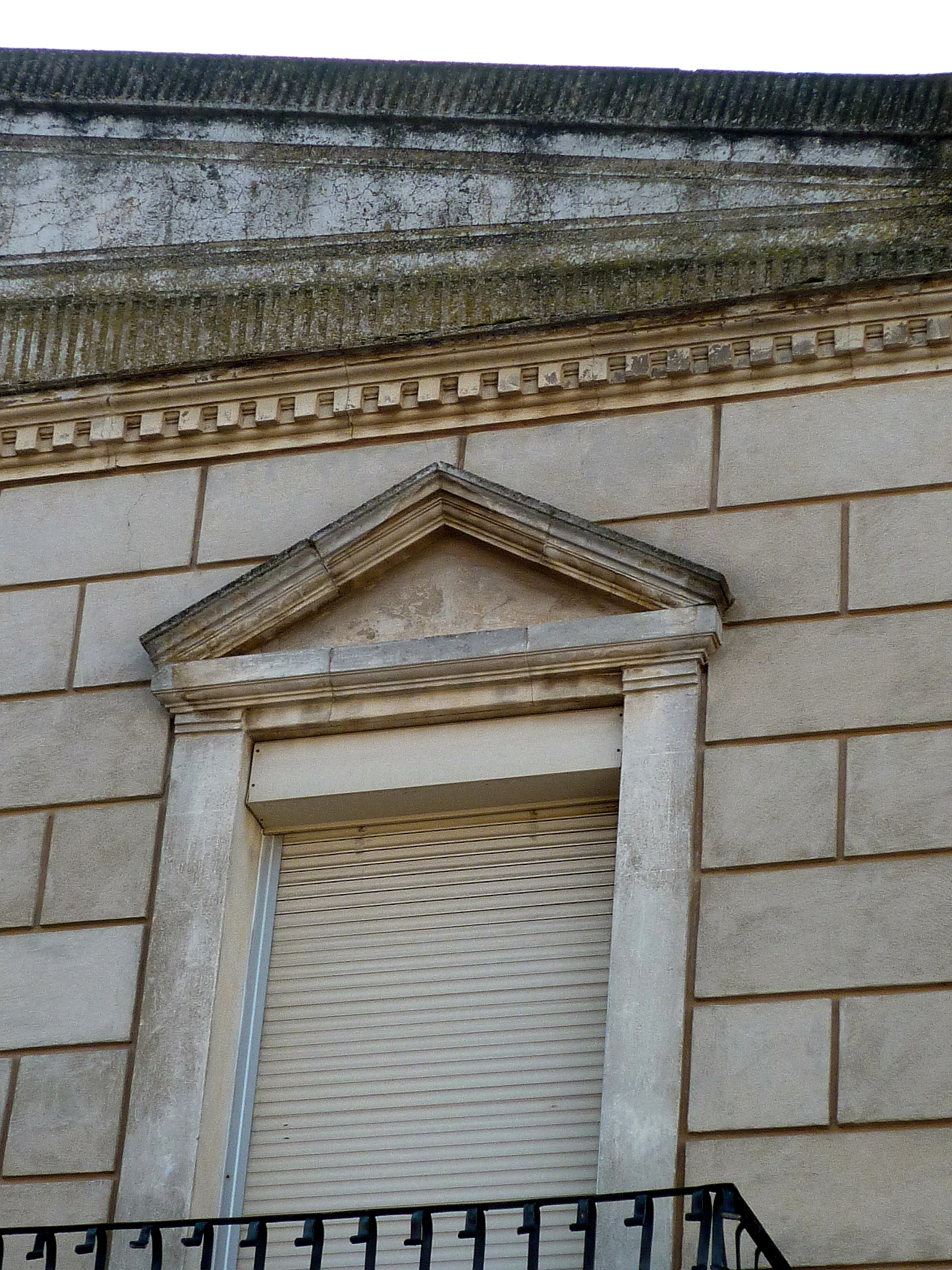
Frontó del balcó

A la planta baixa apareixen tres portes: les dues laterals són més petites i presenten un lluernari amb les arestes trencades, mentre que la central és una porta de garatge amb les arestes també trencades. En aquesta planta baixa hi ha un sòcol que juga amb uns marcs que entren i surten del mur.
Al primer pis observem un balcó corregut de forja amb dues portes balconeres, damunt les quals apareixen uns frontons triangulars que se sustenten damunt una motllura llisa. Aquesta primera planta guanya moviment amb un aparell de filades de carreus regulars i una cornisa dentada.
Al capdamunt trobem un frontó amb petites incisions decoratives i un floró a cada vèrtex.
La façana lateral de l'edifici és d'una gran senzillesa. Està formada per una finestra rectangular a la planta baixa, tres finestres amb barana de forja al primer pis i una finestra rectangular que il·lumina la golfa.